# Große Rochade 75
Große Rochade 75 war ein deutsches, US-amerikanisches, kanadisches und französisches FTX-Militärmanöver in Süddeutschland, welches im Herbst 1975 stattfand und an dem insgesamt 68.400 NATO-Soldaten teilnahmen.

## Truppengliederung
Die Übungstruppe BLAU setzte sich wie folgt zusammen:
- Stab der 10. Panzerdivision, Sigmaringen
  - Panzergrenadierbrigade 28, Dornstadt b. Ulm
  - Panzerbrigade 29, Sigmaringen
  - Panzerbrigade 30, Ellwangen
- Stab der 1. Luftlandedivision, Bruchsal
  - Luftlandebrigade 25, Calw
- Heimatschutzkommando 18, Neuburg an der Donau
- 3rd Brigade/1st US-Armored Division, Ansbach und Bamberg
- 3e FR-Regiment de Hussards, Pforzheim
- Aufklärungsregiment 10
- leichtes Pionierbataillon 240
- drei deutsche Jagdbombergeschwader mit F–104G Kampfflugzeugen
  - Jagdbombergeschwader 32, Lechfeld
  - Jagdbombergeschwader 33, Büchel
  - Jagdbombergeschwader 34, Memmingen
- eine Jagdbomberstaffel der 1st Canadian Air Group mit Canadair CF-104 Starfightern
- Teile fr. Jagdbomberstaffel 7 u. 13 mit Mirage IIIE
- deutsche Waffenschule mit Fiat G–91/R3 u. T3

ROT gliederte sich wie folgt:
- Stab der 4. Jägerdivision, Regensburg
  - Jägerbrigade 10, Weiden
  - Jägerbrigade 11, Bogen
  - Panzerbrigade 12, Cham
- 4th CA-Mechanized Brigade Group (CMBG), Lahr
- 3rd Battalion/37th US-Field Artillery Regiment (M110, 203-mm-Haubitze)
- Pionierkommando 2
- 17th USAF (17 EAF) mit vier Jagdbombergeschwadern (Phantom F–4D und E)
  - US-Jagdbombergeschwader 26 (26th USAF Tactical Reconnaissance Wing), Ramstein Air Base
  - US-Jagdbombergeschwader 36 (36th USAF Tactical Fighter Wing), Bitburg Air Base
  - US-Jagdbombergeschwader 50 (50th USAF Fighter Wing), Hahn Air Base
  - US-Jagdbombergeschwader 52 (52nd USAF Fighter Wing), Spangdahlem Air Base
  - 3. USAF Jagdbombergeschwader (3rd Tactical Fighter Wing), F–11E
  - 20th Tactical Fighter Wing Upper Heyford, südöstliches England

Den Leitungs- und Schiedsrichterdienst mit 9.610 Soldaten, 2430 Rad- und 50 Kettenfahrzeuge stellten:
- für BLAU: 12. Panzerdivision, Veitshöchheim
- für ROT: 1. Gebirgsdivision, Garmisch-Partenkirchen

Dazu gehörten 3.340 Mann für Übungstruppe und Schiedsrichterdienste.

## Umfang
Die Übung Große Rochade 75 unter der Übungsleitung des II. Korps fand vom 8. bis 20. September 1975 bei guten Wetterbedingungen in Bayern im Raum Nürnberg, Passau, München und Augsburg statt. Es nahmen insgesamt 68.400 Soldaten (darunter befanden sich 11.555 Reservisten, 5.000 US-Amerikaner, 3.000 Kanadier und 1.000 Franzosen), sowie 16.400 Rad- und 2.950 Kettenfahrzeuge teil. Des Weiteren kamen 200 Hubschrauber und 300 Kampfflugzeuge zum Einsatz. Es war die bis dahin größte Übung der Bundeswehr.

## Ablauf
Der aus 600 Personen bestehende Gäste- und Pressestab befand sich in Bogen. Der Ablauf der Übung wurde in einer Feldzeitung mit einer Auflage von 25.000 Exemplaren bekannt gegeben.
Der Ballungsraum lag im Gebiet Cham, Regen, Vilshofen, Pfarrkirchen, Neumarkt-Sankt Veit, Landshut und Straubing.
Die Aufmarschphase staffelte sich in verschiedene Phasen:
- 8. September 1975 für Fernmeldetruppen
- 9. bis 13. September 1975 für Kampftruppen
- 14. September 1975 für Heimatschutzkommando 18 und französische Truppen
- 15. Bis 16. September 1975 für die verst. PzBrig 12 und PzBrig 30

Die Gefechtsübung fand vom 15. bis 19. September 1975 und der Rückmarsch vom 17. bis 20. September 1975 statt.
Zu den Übungsthemen gehörten taktische Aufgaben wie Verteidigung, Gegenangriff, Ablösung in der Stellung, Auffangen feindlicher Angriffe aus Stellungen in der Tiefe, sowie Verzögerung und Aufnahme von Panzeraufklärungskräften.
Der Gefechtsstand (Haupt) des Heimatschutzkommandos 18 in Hadersbach wurde von ROT überfallen und dabei wurden Führungsunterlagen erbeutet.
Folgende Brückenschläge wurden vom Pionierkommando 2 Ulm, bestehend aus dem Pionierbataillon 4 aus Bogen, schweren Pionierbataillon 210, dem schweren Pionierbataillon des II. Korps, amphibischen Pionierbataillon 230 (AmphPiBtl 230), Brückenbataillon 270 (PiBrBtl 270 mit Schwimmbrücke Hohlplattengerät) und US Pionieren, durchgeführt. In der Nacht vom 15. auf den 16. September 1975 über die Donau bei Straubing und Deggendorf (die Übersetzstellen lagen bei Niederaltaich, Winzer und Flintsbach), damit die 4. Jägerdivivision (ROT) mit ihren beiden Brigaden übersetzen konnten. Die Jägerbrigade 10 setzte mit der Fähre bei Mariaposching, und östlich von Irlbach, erst mit der MLC 55-Übersetzfähre und dann mit einer Pionierbrücke, über. Insgesamt überquerten 305 Rad- und 292 Kettenfahrzeuge die Donau.
Auch die Jägerbrigade 11 setzte an mehreren Stellen über die Donau. Bei Pfelling kam es zu einem Zwischenfall. Eine mobile Sturmbrücke / Fähre US MFAB/F (Mobile Floating Assault Bridge Ferry) stieß auf einen Felsen und sackte ab. Auch südlich von Bogenberg wurde eine Brücke geschlagen. Insgesamt setzten 372 Rad- und 297 Kettenfahrzeuge über.
Luftlandungen wurden am 18. September 1975 durch Aufnahme der Luftlandebrigade 25 mit den beiden Fallschirmjägerbataillonen 251 und 252 bei Gnotzheim, Nähe Gunzenhausen, eingeleitet. Die Landezone befand sich bei Frontenhausen.
Luftunterstützung erfolge durch 300 Einsätze pro Tag im Rahmen der NATO-Luftwaffenübung „Cold Fire 75“.
Auf- und Rückmarsch wurden mit 70 Eisenbahnzügen getätigt. Bei der Verlegung der Truppe kam es am 13. September 1975 durch 8.000 militärische Fahrzeuge auf den Autobahnen zwischen Ulm, München und Ingolstadt zu Spitzenbelastungen. Der Nachschub musste 200 Tonnen Lebensmittel pro Tag in 90 Eisenbahnwaggons bewältigen. Zur Gefechtsdarstellung kamen 35.000 pyrotechnische Sprengkörper, 8.000 Panzerabwehrminen und 1,3 Millionen Knallpatronen zur Anwendung.
Das Abschlussgefecht führte die Bundeswehr mit drei Brigaden in einer großen Panzerschlacht.
Die Leistungen der US-Brigade wurden als nicht überzeugend beschrieben. Große Rochade 75 wurde mit einer Abschlussparade, unter anderem zu Ehren des Vier-Sterne-Generals Ernst Ferber in Mitterharthausen beendet. In der Bilanz beliefen sich die Kosten der Übung Große Rochade 75 auf 17 Millionen DM. Dabei wurden in 1.037 Schadensfällen Manöverschäden in Höhe von 940.000 DM verursacht.
Insgesamt starben bei der Übung fünf Soldaten. Drei von ihnen bei Unfällen, so kenterte ein Schlauchboot auf der Donau und dabei ertranken drei US-Soldaten.

## Medien
- Die großen Übungen der Bundeswehr 2. DVD. Breucom-Medien, 2011, ISBN 978-3-940433-33-6.